# Girl Haven
Girl Haven es una novela gráfica guionizada por Lilah Sturges e ilustrada por Meaghan Carter. La novela fue publicada por primera vez el 16 de febrero de 2021 por Oni Press. Con un enfoque en temas LGBT, cuenta la historia de Ash, una adolescente que viaja con un grupo de amigas a una tierra mágica donde solo se permiten mujeres, lo que hace que se cuestione su identidad de género.

## Recepción
Una reseña escrita para Publishers Weekly criticó el arte de Meaghan Carter, diciendo que a los personajes les falta consistencia y claridad en las escenas de acción, pero elogió los "paneles completos [...] llenos de entornos exuberantes y elegantes animales antropomórficos". Publishers Weekly también criticó algunos de los arcos de personajes de Lilah Sturges presentes en la novela, que "sufren a expensas de Asher, en particular el de Chloe, el único personaje negro, que tiene poco efecto en la trama". La reseña concluyó llamándolo un "cuento afirmativo de exploración de la identidad".
Eva Volin, escribiendo para The Booklist, señaló que el arte estaba influenciado por los mangas y dijo que la historia se usó para explicar "una experiencia de género singular y dejar en claro que hay muchas experiencias de género diferentes". Volin también señala que el final deja abierta la posibilidad de una secuela. School Library Journal elogió el elenco de personajes de Girl Haven, el mundo creado por Sturges y el "fuerte mensaje de apoyo para abrazar y expresar la propia identidad".
Jason Flatt, quien reseña en But Why Tho?, calificó la novela de "notable", y elogió cómo le permitió a "Ash estar insegura, explorar su sentido de sí misma y tener el apoyo incesante de Eleanor, especialmente, incluso cuando Ash está experimentando cosas que Eleanor no puede entender por sí misma". Flatt comentó sobre la falta de consistencia del arte y dijo que es "en su mayoría excelente, con algunos momentos de total insipidez aquí y allá". Si bien elogió algunos de los antecedentes de Carter, Flatt también señaló cómo "demasiados paneles simplemente se dibujan sobre un color sólido".